# De werkmens (Ivan Heylen single)
De werkmens is een Nederlandstalige single van de Belgische artiest Ivan Heylen uit 1973.
Het nummer verscheen op het gelijknamige album uit hetzelfde jaar.
De B-kant van de single was het liedje Gustaaf.
Het nummer werd in hetzelfde jaar gecoverd door Hans Kusters onder het pseudoniem Bart Jansen. De Strangers parodieerden het nummer, eveneens in 1973, als De wârrekvraa.